# سربازان مسیحی
سربازان مسیحی (انگلیسی: Miles Christianus) سربازان عیسی یک تمثیل مسیحی بر اساس استعاره‌های نظامی عهد جدید، به ویژه استعاره «زره خدا» از تجهیزات نظامی که برای فضایل مسیحی است و بر روی آیات خاصی از عهد عتیق از لاتین ولگاته. جمع لاتین miles (سرباز) milites سربازان یا شبه نظامی جمعی است.